# Historisches Museum der Stadt Barcelona

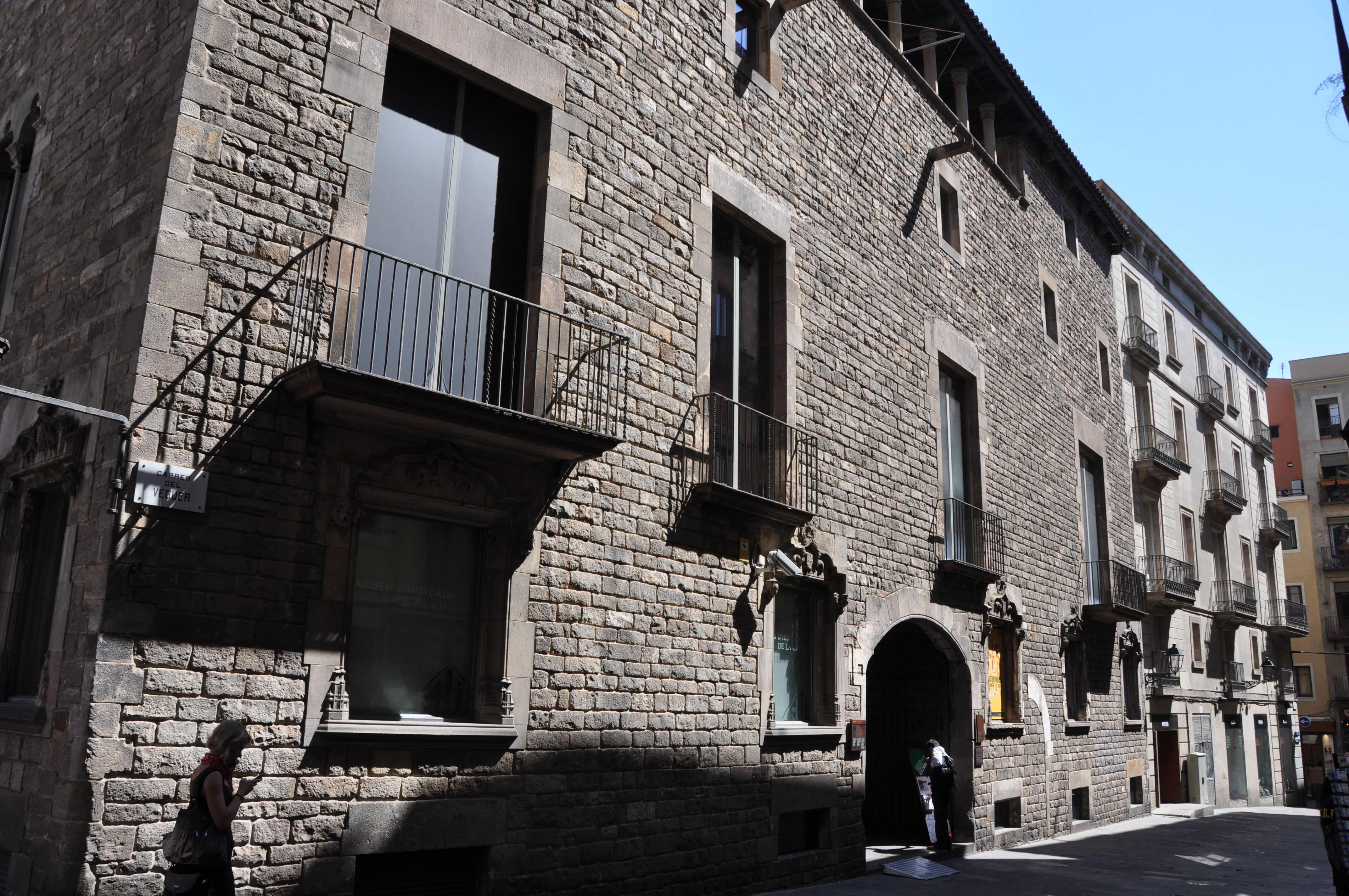
Casa Padellàs

Das Historische Museum der Stadt Barcelona (katalanisch: Museu d’Història de Barcelona, abgekürzt MUHBA, spanisch: Museo de Historia de Barcelona) ist ein Museum, welches das kulturelle Erbe Barcelonas von den Anfängen bis zur Gegenwart bewahrt, dokumentiert, pflegt und ausstellt.
Das MUHBA ist eine städtische Einrichtung. Es hat seine zentrale Verwaltung am Plaça del Rei (dt.: Königsplatz) im Zentrum der Altstadt Barcelonas und unterhält verschiedene Zweigstellen überall in der Stadt. Es wurde am 14. April 1943 eröffnet.

## Geschichte

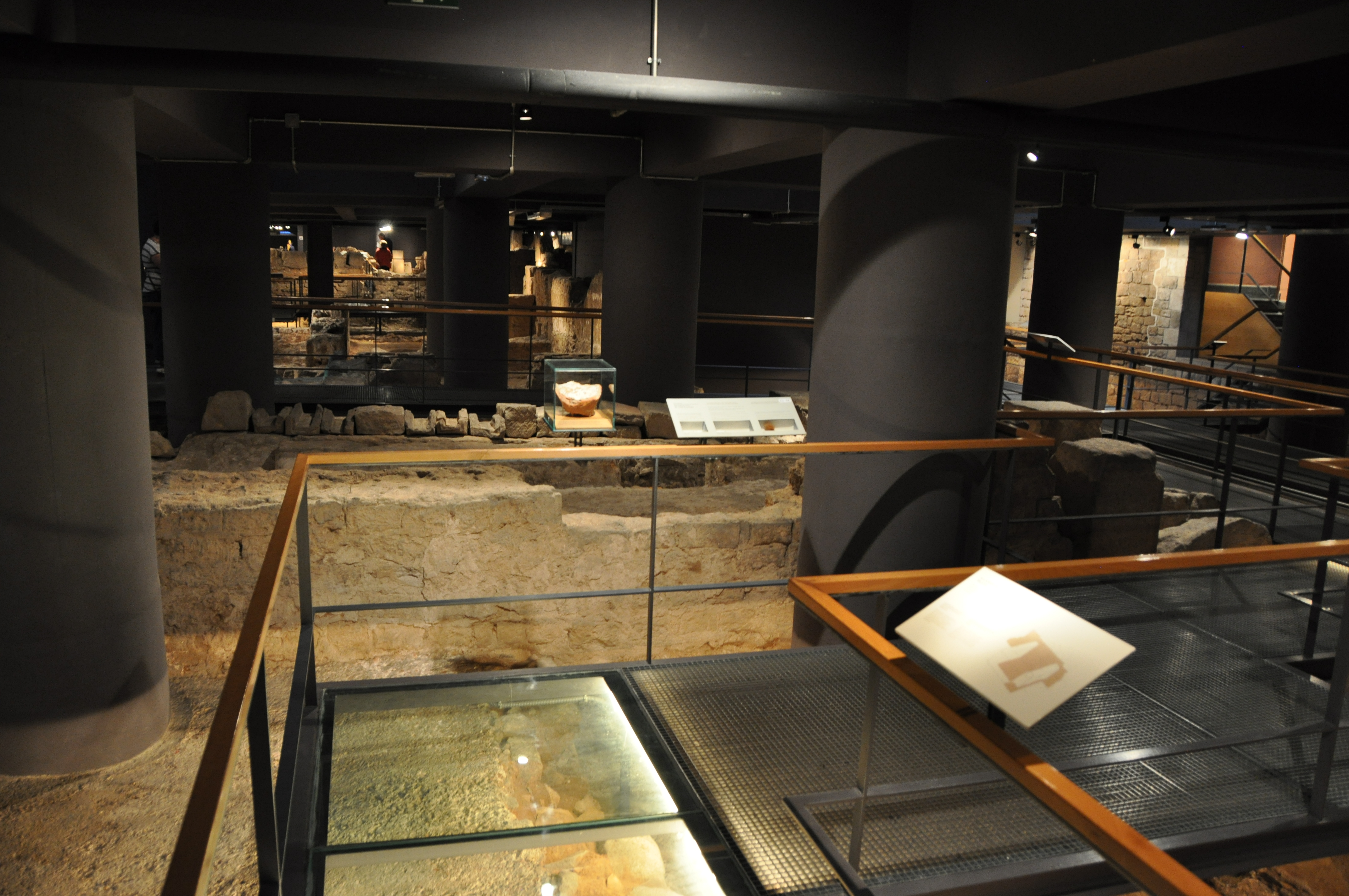
Archäologischer Untergrund am Plaça del Rei

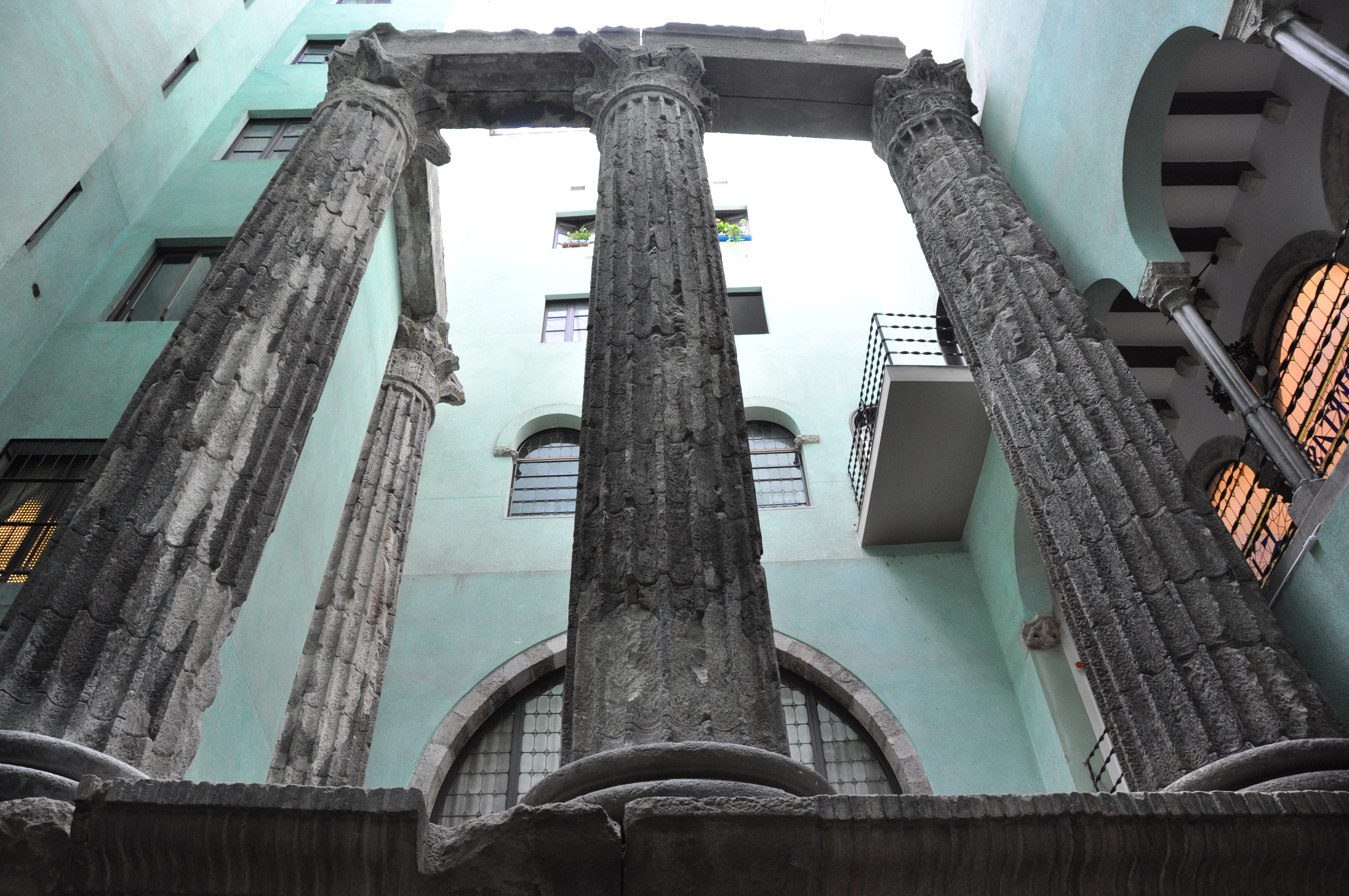
MUHBA Augustustempel

Seit der Weltausstellung in Barcelona 1888 hatte es wiederholt Anläufe gegeben, eine Dauerausstellung einzurichten und eine städtische Sammlung zur Geschichte Barcelonas anzulegen.
Wegen des Baus der breiten Durchfahrtsstraße Via Laietana musste im Jahr 1931 der gotische Palast Casa Padellàs von der Carrer de Mercaders auf den Plaça del Rei verschoben werden. Bei der Vorbereitung des Fundaments am neuen Standort wurden Überreste der römischen Siedlung Barcino entdeckt und führten zu weiteren archäologischen Grabungen auf dem gesamten Platz, die bis zum Spanischen Bürgerkrieg (1936–1939) andauerten. Diese Ausgrabungen waren gemeinsam mit dem mittelalterlichen Palau Reial Major (dt.: Königlicher Hauptpalast) der Ausgangspunkt für das Stadtmuseum.
Das Museum wurde schließlich 1943, nach dem Spanischen Bürgerkrieg, als Museu de la Historia de la Ciudad (dt.: Museum für Stadtgeschichte) eröffnet. Erster Direktor war der Historiker Agustí Duran i Sanpere.
Basis des Museums waren städtische Sammlungen, die seit dem 19. Jahrhundert zusammengetragen worden waren sowie der Gebäudekomplex auf dem Plaça del Rei (Casa Padellàs, Palau Reial Major und die römischen Ausgrabungen). Nach und nach kamen neue Monumente hinzu: ein römischer Tempel, der römische Friedhof am Plaça Vila de Madrid (entdeckt 1954). Außerdem wurden die Galerie berühmter Katalanen und die Vil·la Joana Teil des Museums.
Neben der Integration verschiedener Kulturerbestätten in den Museumsbetrieb waren auch die enge Zusammenarbeit mit dem archäologischen Dienst und die archäologische Forschung bereits von Anfang zentrale Charakteristika des Museums. Die städtische Abteilung für Archäologie war lange Zeit unmittelbar mit dem Museum verbunden.
Archäologische Grabungen an der römischen Stadtmauer führten dazu, dass der Sammlung des Museums weitere bedeutende Zeugnisse der römischen Siedlung hinzugefügt werden konnten. Bei Grabungen unter der Kathedrale wurde 1968 ein frühchristliches Baptisterium entdeckt.
Bis 1993 wurde im Hauptsitz Casa Padellàs eine Dauerausstellung gezeigt, die die Organisation der antiken Stadt, das politische und religiöse Leben des mittelalterlichen Barcelona, die Textilproduktion sowie die Bräuche und Feste der Stadt vermittelte. Auch das Barcelona des 19. Jahrhunderts, die städtischen Reformen und den Bau der Via Laietana waren Teil dieser Dauerausstellung. Seit 1993 widmet sich das Museum im Palast Casa Padellàs einzelnen Aspekten mit wechselnden Ausstellungen. Darin werden stets neue Erkenntnisse der Forschung einbezogen und diese mit Hilfe moderner Technik und neuen Exponaten vermittelt.
Das MUHBA hat die Gründung einer europäischen Vereinigung von Stadtmuseen angeregt, die seit 2010 regelmäßig zusammenkommt, um gemeinsame Projekte und einen Erfahrungsaustausch zwischen Stadtmuseen in ganz Europa zu ermöglichen.

## Standorte des MUHBA

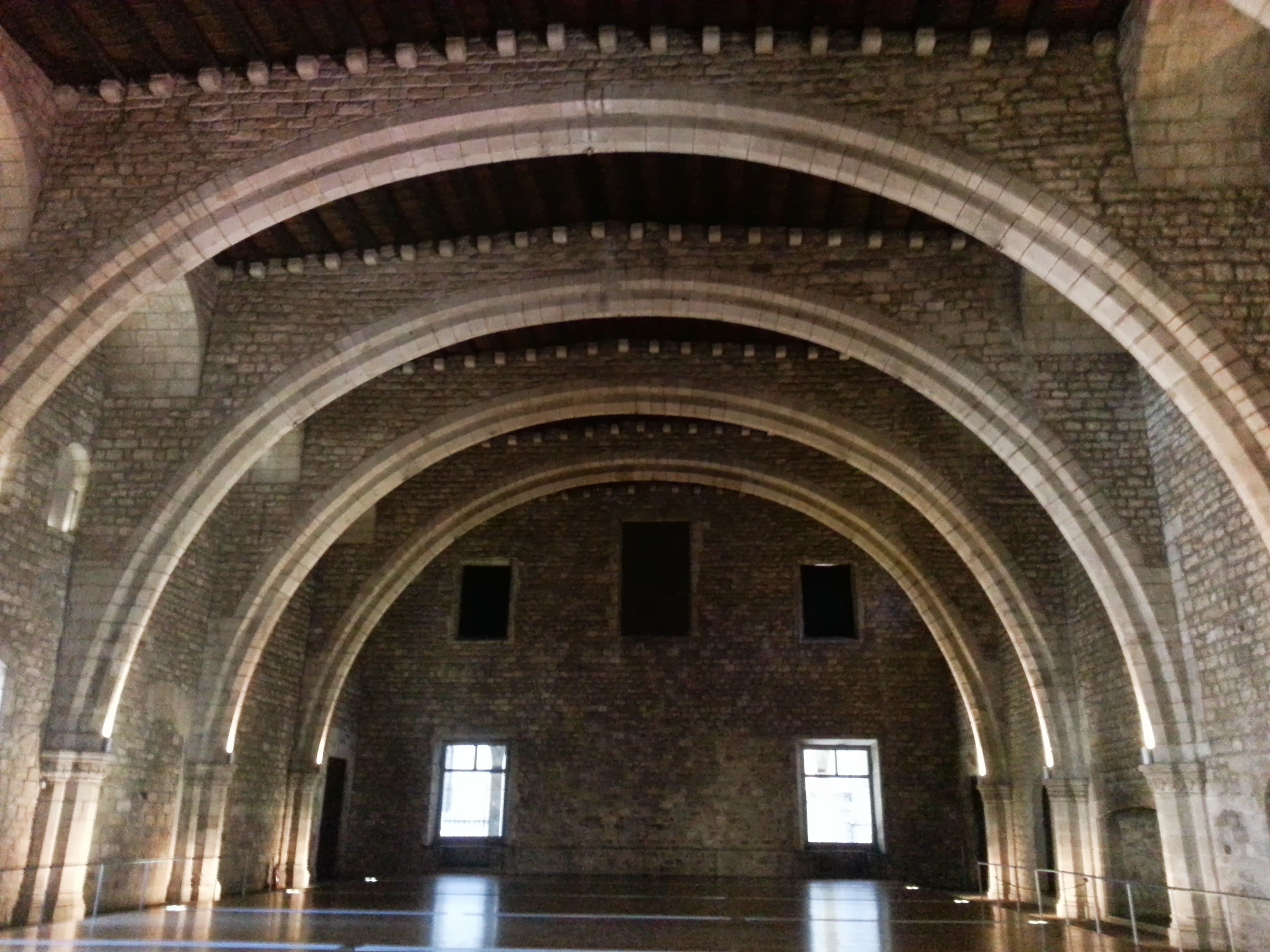
MUHBA Plaça del Rei Saló del Tinell (14. Jahrhundert)

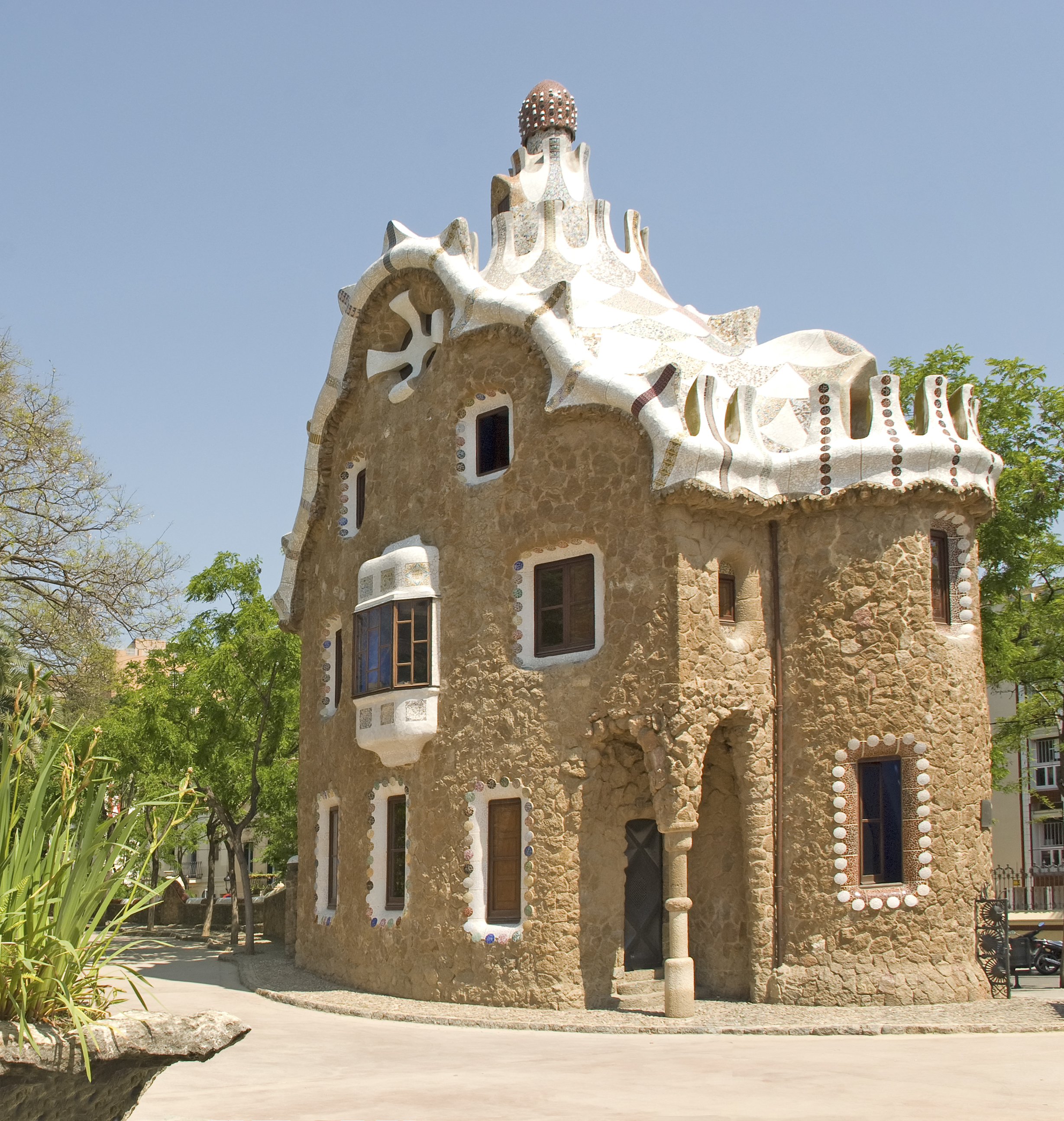
MUHBA Parc Güell im Pförtnerhäuschen des Parkes

In den letzten Jahrzehnten richtete sich das Interesse des Stadtmuseums auf das zeitgenössische Barcelona und wuchs um weitere Standorte, die über die ganze Stadt verteilt sind. Diese sind (Stand: September 2013):
- Plaça del Rei: Hauptsitz des Museums. Der Eingang befindet sich an der Casa Padellàs, einem Palast aus dem 15./16. Jahrhundert, ein Beispiel bürgerlicher Architektur. Im Untergeschoss des Museums können auf 4000 m2 Überreste der römischen und spätantiken Siedlung (Barcino) besichtigt werden. Darüber hinaus sind der mittelalterliche Königspalast (Palau Real Major) und der Saló del Tinell sowie die Kapelle der Hl. Agathe (Capilla Santa Àgata, 14. Jahrhundert) Teil des Museums.
- Augustus-Tempel: Säulen und Fundament eines antiken Augustustempels, die am Anfang des 20. Jahrhunderts wiederentdeckt wurden.
- Via Sepulcral Romana („römische Begräbnisstraße“): 1954 wurden am heutigen Platz Plaça Vila de Madrid die außergewöhnlich guterhaltenen Gräber von 85 Menschen entdeckt, die in der Periode der römischen Siedlung Barcino im 1. bis 3. Jahrhundert n. Chr. gestorben und entlang einer Ausfallstraße bestattet worden waren.
- See-Tor der römischen mauern
- Römisches Haus (Domus) in der Carrer Sant Honorat: Reste eines römischen Domus, und eines mittelalterlichen Warenhauses. Unterhalb des heutigen Verwaltungsgebäudes der Generalitat de Catalunya sind architektonische Überreste der Vorgängerbauten erhalten, museal aufbereitet und können besichtigt werden.
- Römisches Haus (Domus) in der Carrer Avinyó
- MUHBA El Call: Informationszentrum über das Leben der jüdischen Bevölkerung im mittelalterlichen Barcelona im jüdischen Viertel „El Call“: Dort werden die mittelalterliche Topographie, die jüdische Gemeinde der Stadt und ihr bedeutendes kulturelles Erbe gezeigt.
- Santa Caterina: Reste eines Dominikanerklosters mitsamt einem kürzlich restaurierten Markt (2005). Ein virtueller Rundgang zeigt die verschiedenen Etappen des Klosterbaus und ermöglicht, die mittelalterliche Stadt zu erkunden.
- Vil·la Joana: Das Haus im Collserola-Park zeigt das Leben des katalanischen Dichters Jacint Verdaguer, der dort seine letzten Tage verbrachte.
- Parc Güell: Im Pförtnerhäuschen, am Eingang des Parkes, werden die Beziehungen zwischen Antoní Gaudí, seinem Mäzen Eusebi Güell und der Stadtentwicklung bis 1900 gezeigt.
- Turó de la Rovira: Auf dem Gipfel des 262 Meter hohen Turó de la Rovira (dt.: Rovira-Hügel) wurde während des Spanischen Bürgerkriegs eine Militärstation der Flugabwehr gebaut, dessen Reste heute besichtigt werden können. Nach dem Krieg zogen zahlreiche arme Migranten auf den Hügel und bauten sich einfache Hütten – es entstand einer der schlimmsten Slums von Barcelona, der noch bis zum Ende der 1960er Jahre existierte. Vom Gipfelplateau hat man einen imposanten Panoramablick über die Stadt.
- Refugi 307: Großer Luftschutzbunker des Spanischen Bürgerkriegs auf dem Montjuïc.
- Casa de l'Aigua (‚Wasserhaus‘): Ehemaliges Pumpenhaus des Wasserversorgungssystems für Montcada, erbaut 1915–1917 von der Stadt Barcelona. Ausstellung zur Geschichte der Wasserversorgung der Stadt.
- MUHBA Oliva Artés
- MUHBA bei Fabra & Coats
- Galeria de Catalans Il·lustres (‚Galerie berühmter Katalanen‘) im Palau Requesens (Sitz der Acadèmia de Bones Lletres de Barcelona): Sammlung von 47 Nachlässen bedeutender katalanischer Persönlichkeiten.